# Morde, die Schlagzeilen machten
Morde, die Schlagzeilen machten – Schuldig im Rampenlicht (Originaltitel: Murder Made Me Famous) ist eine US-amerikanische Krimi-Dokumentationsreihe, die seit dem 15. August 2015 auf dem US-amerikanischen Sender Reelz erstausgestrahlt wird. Die deutschsprachige Erstausstrahlung erfolgt seit dem 11. Januar 2017 auf dem deutschen Sender Kabel eins Doku.
Die Sendung wurde um eine vierte Staffel verlängert, die im Frühjahr 2018 ausgestrahlt werden soll.

## Konzept
Die Sendung behandelt Kriminalfälle, deren Täter durch die mediale Berichterstattung berühmt wurden. Dabei werden gestellte Szenen, Fotos, Beiträge aus Fernsehnachrichten und Interviews mit Beteiligten verwendet.
Pro Folge wird ein Fall gezeigt.

## Ausstrahlung
| Ausstrahlungsinformationen | Ausstrahlungsinformationen | Ausstrahlungsinformationen               | Ausstrahlungsinformationen    |
| Staffel                    | Episoden                   | Sendezeitraum in den Vereinigten Staaten | Sendezeitraum in Deutschland  |
| -------------------------- | -------------------------- | ---------------------------------------- | ----------------------------- |
| 1                          | 6                          | 15. August – 19. September 2015          | 11. Januar – 15. Februar 2017 |
| Spezialfolge               | Spezialfolge               | 19. März 2016                            | 5. April 2017                 |
| 2                          | 6                          | 23. Juli – 27. August 2016               | 22. Februar – 29. März 2017   |
| 3                          | 6                          | 8. April – 15. Mai 2017                  |                               |
| 4                          | 6                          | 2018                                     |                               |

## Episodenliste

### Staffel 1
| Nr. (ges.) | Nr. (St.) | Deutscher Titel     | Originaltitel         | Erstausstrahlung Vereinigte Staaten | Deutschsprachige Erstausstrahlung (D) |
| ---------- | --------- | ------------------- | --------------------- | ----------------------------------- | ------------------------------------- |
| 1          | 1         | Jodi Arias          | Jodi Arias            | 15. Aug. 2015                       | 18. Jan. 2017                         |
| 2          | 2         | Scott Peterson      | Scott Peterson        | 22. Aug. 2015                       | 11. Jan. 2017                         |
| 3          | 3         | Die Menendez-Brüder | The Menendez Brothers | 29. Aug. 2015                       | 1. Feb. 2017                          |
| 4          | 4         | Drew Peterson       | Drew Peterson         | 5. Sep. 2015                        | 25. Jan. 2017                         |
| 5          | 5         | Ted Bundy           | Ted Bundy             | 12. Sep. 2015                       | 8. Feb. 2017                          |
| 6          | 6         | Joran van der Sloot | Joran van der Sloot   | 19. Sep. 2015                       | 15. Feb. 2017                         |

### Staffel 2
| Nr. (ges.) | Nr. (St.) | Deutscher Titel | Originaltitel         | Erstausstrahlung Vereinigte Staaten | Deutschsprachige Erstausstrahlung (D) |
| ---------- | --------- | --------------- | --------------------- | ----------------------------------- | ------------------------------------- |
| 7          | 1         | Charles Manson  | Charles Manson        | 23. Juli 2016                       | 22. März 2017                         |
| 8          | 2         | Steven Avery    | Steven Avery          | 30. Juli 2016                       | 15. März 2017                         |
| 9          | 3         | Robert Chambers | The Preppy Killer     | 6. Aug. 2016                        | 8. März 2017                          |
| 10         | 4         | Joe Hunt        | Billionaire Boys Club | 13. Aug. 2016                       | 1. März 2017                          |
| 11         | 5         | Jean Harris     | Jean Harris           | 20. Aug. 2016                       | 22. Feb. 2017                         |
| 12         | 6         | Pamela Smart    | Pamela Smart          | 27. Aug. 2016                       | 29. März 2017                         |

### Staffel 3
| Nr. (ges.) | Nr. (St.) | Deutscher Titel | Originaltitel           | Erstausstrahlung Vereinigte Staaten | Deutschsprachige Erstausstrahlung (D) |
| ---------- | --------- | --------------- | ----------------------- | ----------------------------------- | ------------------------------------- |
| 13         | 1         | –               | The Craigest Killer     | 8. Apr. 2017                        | –                                     |
| 14         | 2         | –               | Robert Durst            | 15. Apr. 2017                       | –                                     |
| 15         | 3         | –               | "Angry Betty" Broderick | 22. Apr. 2017                       | –                                     |
| 16         | 4         | –               | The Hillside Strangler  | 29. Apr. 2017                       | –                                     |
| 17         | 5         | –               | Jim Jones               | 6. Mai 2017                         | –                                     |
| 18         | 6         | –               | The "Playmate Killer"   | 13. Mai 2017                        | –                                     |

### Spezialfolgen
| Nr. | Deutscher Titel              | Originaltitel            | Erstausstrahlung Vereinigte Staaten | Deutschsprachige Erstausstrahlung (D) |
| --- | ---------------------------- | ------------------------ | ----------------------------------- | ------------------------------------- |
| 1   | Pamela Smart – Das Interview | Pamela Smart Confessions | 19. März 2016                       | 5. Apr. 2017                          |